# Saalmuellerana rufimixta
Saalmuellerana rufimixta là một loài bướm đêm trong họ Noctuidae.